# Оси (Италия)
О̀си (на италиански и на сардински: Ossi) е градче и община в Южна Италия, провинция Сасари, автономен регион и остров Сардиния. Разположено е на 322 m надморска височина. Населението на общината е 5974 души (към 2010 г.).